# LAN eXtensions for Instrumentation

Logo des LXI-Konsortiums

LAN eXtensions for Instrumentation (LXI) ist eine offene Spezifikation, um Messinstrumente und -systeme per Ethernet (LAN) miteinander zu vernetzen.
Der LXI-Organisation gehören zurzeit rund 50 Messgerätehersteller an.
Mit Hilfe der verbreiteten LAN-Technologie lassen sich einfach große und örtlich verteilte Prüf- und Messsysteme miteinander vernetzen. Auch der Zugriff über ein Firmennetzwerk auf das gesamte Prüfsystem ist möglich.
Jedes LXI-Messgerät beinhaltet neben der erforderlichen LAN-Schnittstelle ein spezielles Web-Interface, mit Server und Browser, das die eigentliche Funktionalität bereitstellt.

## Klassen
Große und komplexe Mess- und Prüfabläufe machen eine Synchronisation der beteiligten Messgeräte erforderlich, so dass beispielsweise eine Signalleistung erst dann gemessen wird, wenn das Signal auch wirklich anliegt. Für solche Anwendungen verfügen Messgeräte über einen sogenannten Triggereingang, über den ein Startsignal zugeführt wird. Erhält das Messgerät dieses Signal, beginnt es mit der zuvor eingestellten Messung.
Durch die Kommunikation über das Ethernet sind Triggerungen nur unter speziellen Voraussetzungen möglich. Aus diesem Grund wurden ursprünglich drei Klassen definiert, die die Anforderungen an die Präzision des Timings eines Gerätes beschreiben.

### Klasse C
Über das LAN werden nur die Mess- und Steuerdaten transferiert. Die Triggerung erfolgt am Messgerät über autarke Ein- und Ausgänge.

### Klasse B
Bei Klasse B-Geräten erfolgt die Synchronisation der Messgeräte über das IEEE 1588 Precision Time Protocol (PTP). Dieser Standard ermöglicht die Synchronisation des gesamten, mit LXI verbundenen Messsystems. Die einzelnen Takte können dabei unterschiedliche Auflösungen, Genauigkeiten und Stabilitäten haben.
Durch die Synchronisation mit IEEE 1588 PTP können Zeitgenauigkeiten im ns-Bereich erreicht werden.

### Klasse A
In Klasse A wird die IEEE 1588 PTP-Synchronisation um den Wired Trigger Bus (WTB) erweitert. Dadurch sind sehr zeitkritische Messaufbauten realisierbar, sofern diese räumlich kompakt sind.

### Versionsstand LXI 1.4
In dieser Versionierung wurde das "3-Klassensystem" aufgelöst. Aus der Einstiegsklasse C wurde der Basisstandard. Die bis dahin in den Klassen B und A additiv ergänzenden Anforderungen wurden in Einzelanforderungen aufgelöst, die jeweils einzeln erreicht werden können. Die bis dahin immer wieder durch die Presse geisternde, nie verabschiedete Klasse C+ (entsprechend Klasse C, sowie Realisierung des Triggerbusses, der in Klasse A gefordert wird, aber ohne den Anforderungen der Klasse B gerecht zu werden) wird so ermöglicht.

## Versionsgeschichte
- Gründung des LXI-Konsortium im September 2004
- LXI 1.0, veröffentlicht im September 2005
- Zertifizierung der ersten LXI-konformen Messgeräte im Dezember 2005
- LXI 1.1, veröffentlicht im August 2006
- LXI 1.2, veröffentlicht im Oktober 2007
- LXI 1.2.01, veröffentlicht im November 2007
- LXI 1.3, veröffentlicht im Oktober 2008
- LXI 1.4, veröffentlicht im Mai 2011
- LXI 1.5, veröffentlicht im November 2016
- LXI 2.0, in Vorbereitung